# Diana Wynyard
Diana Wynyard (* 16. Januar 1906 in London, England; † 13. Mai 1964 ebenda; gebürtig Dorothy Isobel Cox) war eine britische Schauspielerin.

## Leben
Sie begann ihre Laufbahn als Schauspielerin 1925 am Globe Theatre im Londoner Westend und schloss sich 1927 für zwei Jahre der Liverpool Playhouse Co. an. Ihren Durchbruch hatte sie 1932 an der Seite von Basil Rathbone am Broadway in The Devil Passes. Sie bekam einen Vertrag bei MGM, die sie neben den drei Barrymore-Geschwistern in dem nicht unbedingt historisch korrekten Film Rasputin: Der Dämon Rußlands einsetzten. In der Folgezeit spielte sie meist wohlerzogene Damen der besseren Gesellschaft. Sie erhielt für ihren Auftritt in Kavalkade, der Verfilmung von Noël Cowards gleichnamigen Stück, auf der Oscarverleihung 1934 eine Nominierung als Beste Darstellerin.
Die nachfolgenden Filme brachten ihr nicht den erhofften Durchbruch und Wynyard kehrte nach London zurück. Für fünf Jahre trat sie nicht in Kinofilmen auf. Erst zu Beginn des Zweiten Weltkriegs wirkte sie neben Adolf Wohlbrück in Gaslicht mit.
Danach konzentrierte sie sich erneut auf die Bühne und feierte Triumphe in der Londoner Aufführung von Lillian Hellmans Anti-Nazi-Drama Watch on the Rhine. Daneben spielte sie die Lady Macbeth, war die Gertrud in Hamlet und stand als Beatrice in Viel Lärm um nichts auf der Bühne. 1947 hatte sie ihre letzte gute Filmrolle in der Adaption von Oscar Wildes Ein idealer Gatte als Lady Chiltren. In ihren letzten Lebensjahren trat Diana Wynyard, die von 1943 bis 1947 mit dem Regisseur Carol Reed verheiratet gewesen war, auch wieder in mehreren modernen Theaterstücken auf, so 1957 in Tennessee Williams Camino Real oder 1964 in Max Frischs Andorra.

## Filmografie (Auswahl)
- 1932: Rasputin: Der Dämon Rußlands (Rasputin and the Empress)
- 1933: Kavalkade (Cavalcade)
- 1933: Rendez-vous in Wien (Reunion in Vienna)
- 1933: Men Must Fight
- 1933: Where Sinners Meet
- 1934: Let’s Try Again
- 1934: One more River
- 1939: Mord in der Capnor-Straße (The Fugitive)
- 1940: Gaslicht (Gaslight)
- 1940: Der Premierminister (The Primeminister)
- 1941: Kipps – Roman eines einfachen Menschen (Kipps)
- 1947: Ein idealer Gatte (An Ideal Husband)
- 1950: Tom Browns School Days
- 1955: Engel des Alltags (The Feminin Touch)
- 1957: Heiße Erde (Island in the Sun)